# La Seca
La Seca ist eine nordspanische Stadt und eine Gemeinde (municipio) mit 1.013 Einwohnern (Stand: 2024) in der Provinz Valladolid in der autonomen Region Kastilien-León.

## Lage
La Seca liegt in der kastilischen Hochebene in einer Höhe von etwa 730 m. Die Provinzhauptstadt Valladolid befindet sich gut 27 km (Fahrtstrecke) nordnordöstlich. Das Klima im Winter ist durchaus kalt, im Sommer dagegen warm bis heiß; die spärlichen Regenfälle (ca. 466 mm/Jahr) fallen verteilt übers ganze Jahr.

## Bevölkerungsentwicklung
| Jahr      | 1970 | 1981 | 1991 | 2001 | 2011 | 2021 |
| Einwohner | 1237 | 1058 | 1067 | 1050 | 1124 | 1066 |

Der deutliche Bevölkerungsanstieg im 20. Jahrhundert ist im Wesentlichen auf die Zuwanderung aus den ländlichen Gebieten in der Umgebung zurückzuführen (Landflucht).

## Sehenswürdigkeiten

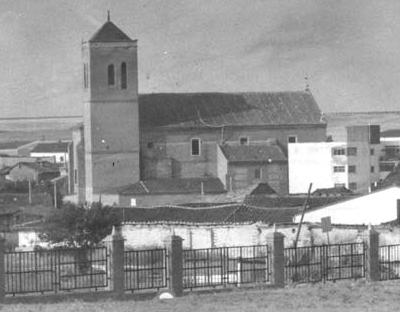
Kirche Mariä Himmelfahrt
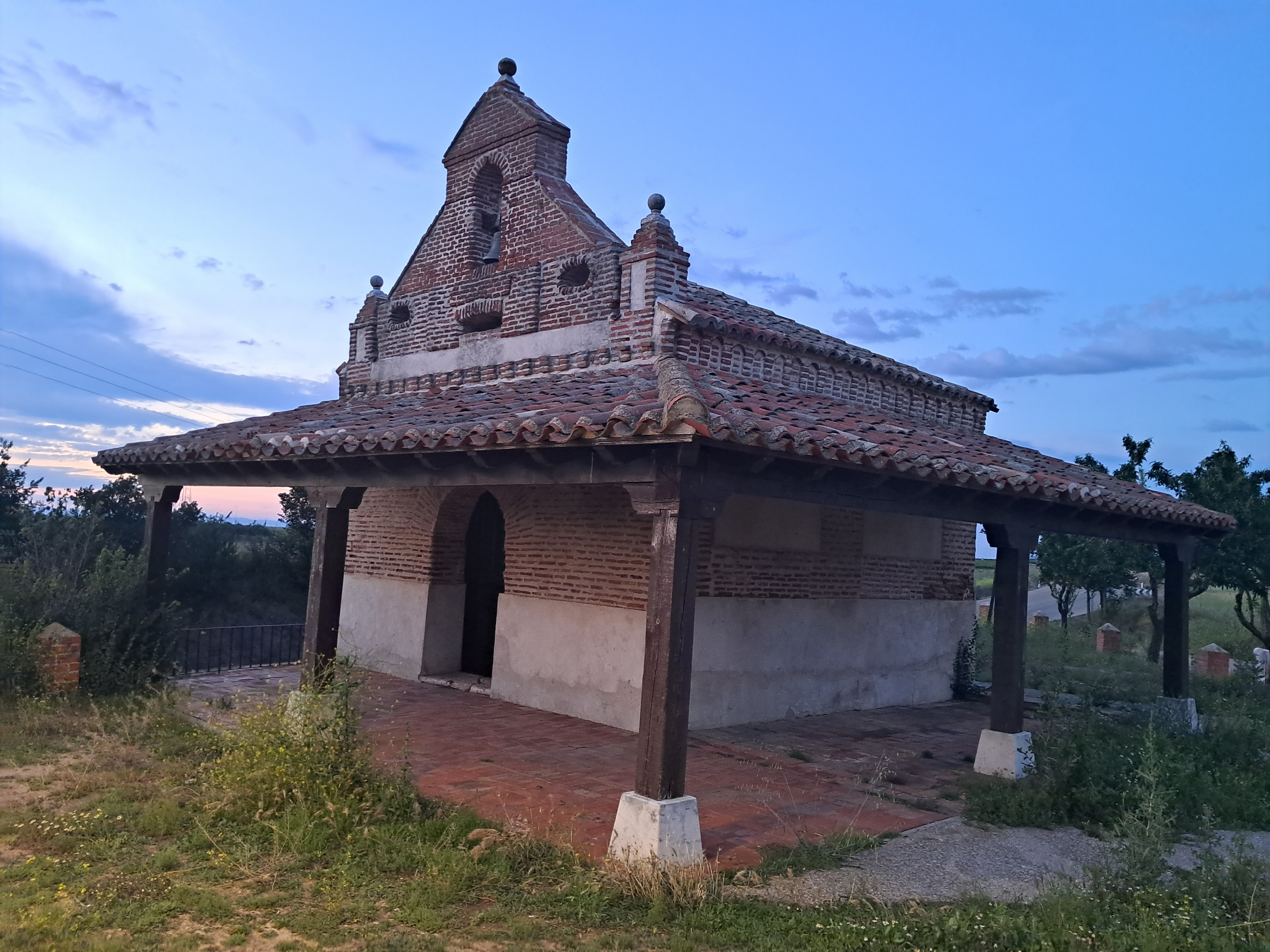
Rochuskapelle

- Kirche Mariä Himmelfahrt
- Rochuskapelle

## Persönlichkeiten
- Eusebio Sacristán (* 1964), Fußballspieler und -trainer